# Mont Agou
Mont Agou, voorheen ook bekend als Mount Baumann, is met 986 meter de hoogste berg in Togo. Het ligt ten zuidwesten van de stad Kpalimé, en op de top staat een voormalig ziekenhuis en een antenne. De berghelling is begroeid met cacao- en koffieplantages.
De berg kan beklommen worden, maar het gebied is moeilijk te bereiken, zeker voor buitenlanders. Omdat de top een militaire post bevat, kan deze mogelijk niet bereikbaar zijn.